# Humo

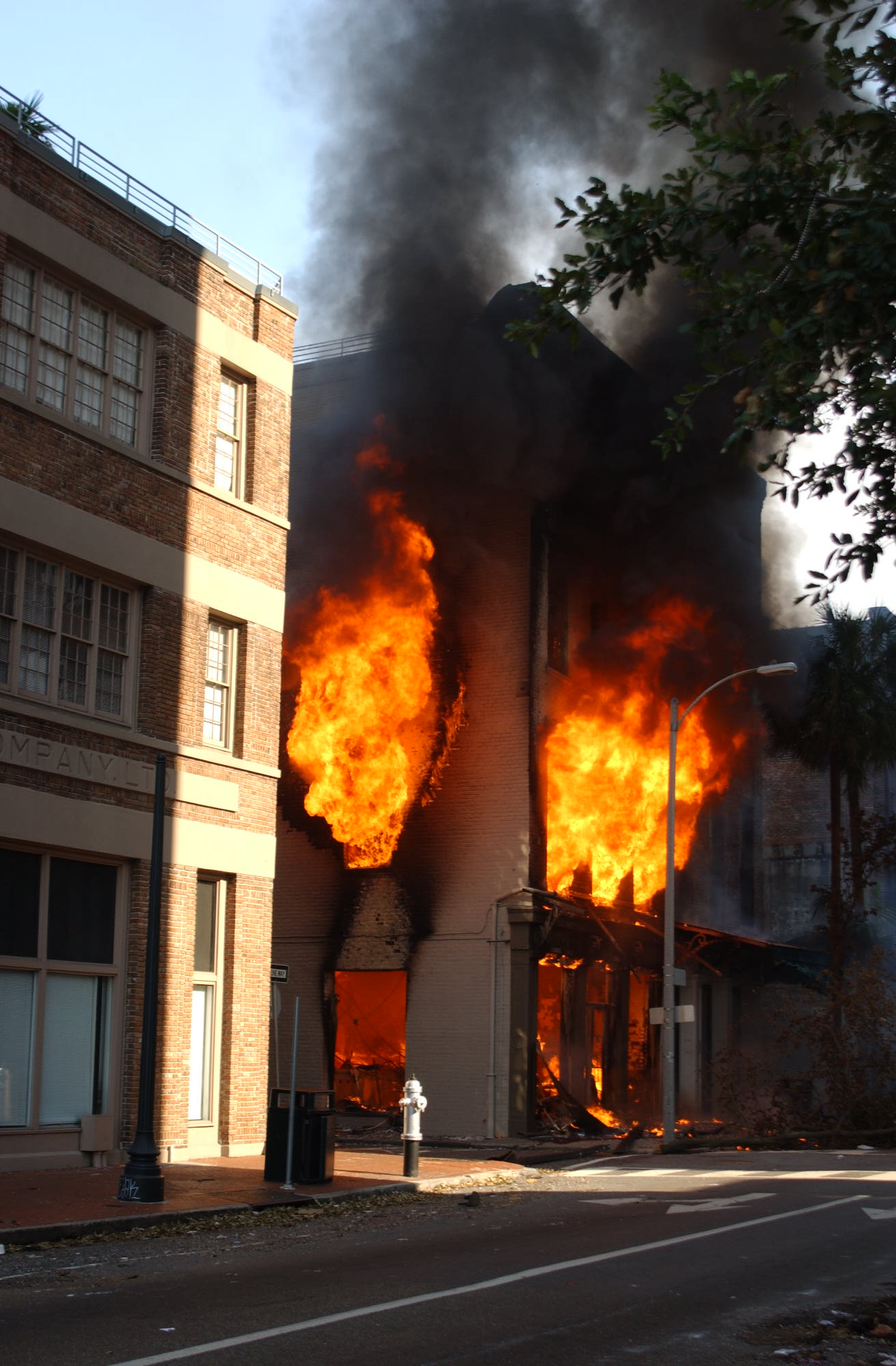
Humo en una casa durante un incendio.

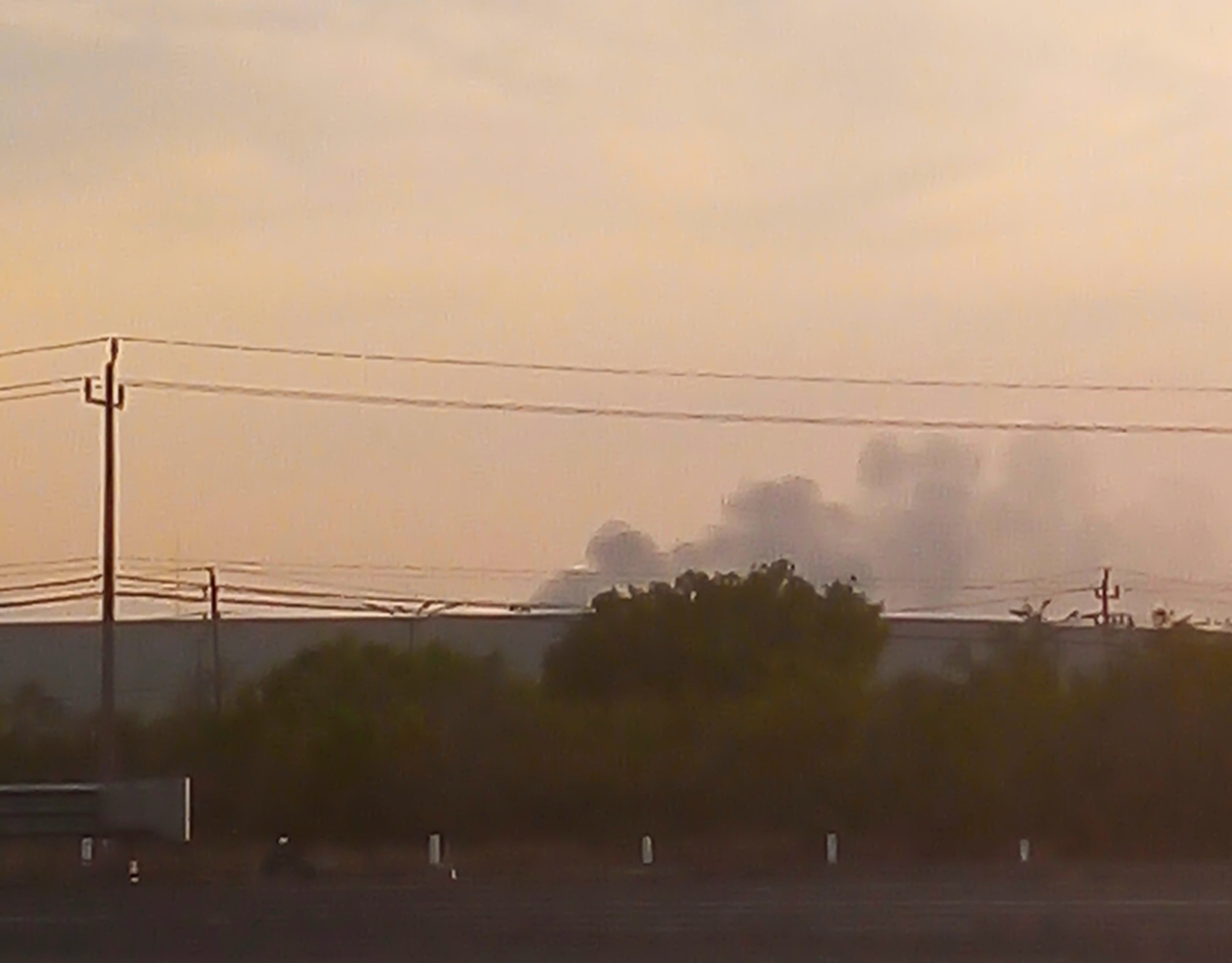
Humo de un incendio en Salinas Victoria durante la época de incendios forestales en México.

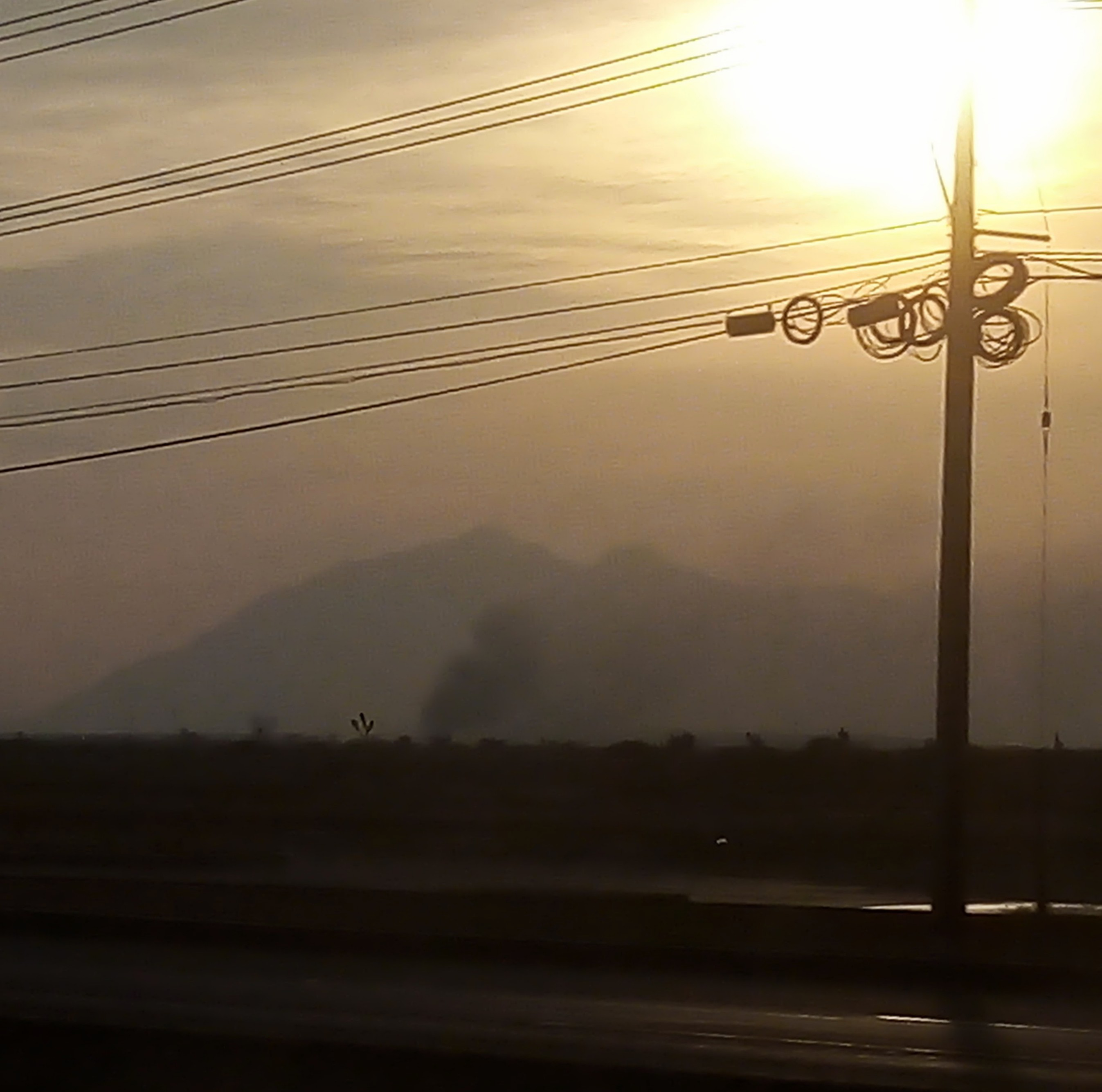
Humo de un incendio de pastizal propagandose por el viento.

El humo o fumo (del latín fumus) es una suspensión en el aire de pequeñas partículas gaseosas que resultan de la combustión incompleta de un combustible. Es un subproducto no deseado de la combustión, producido en fogatas, brasas, motores de gasolina y diésel. Cuando una combustión es correcta y completa, los únicos subproductos son agua, dióxido de carbono y compuestos de diversos elementos.                                                                 
La inhalación del humo es la causa primaria de asfixia y muerte en las víctimas de los incendios. El humo mata por intoxicación debido a sus componentes tóxicos, como el monóxido de carbono y las pequeñas partículas sólidas que taponan los alveolos pulmonares y asfixian a la víctima. El humo puede contener varias partículas carcinógenas y provocar cáncer después de largo tiempo. Por esto se recomienda no usar estufas o calderas dentro de hogares, ya que pueden tener alguna rasgadura.

## El humo del tabaco
Un cigarrillo está compuesto de tabaco, papel, filtro y hasta 599 aditivos.
Al quemar un cigarrillo se crean más de 4000 compuestos químicos.
Cuando se fuma se crean dos tipos de humo según la fase en que se encuentre el fumador. En la fase de aspiración hay una corriente principal que inhala el fumador. Fulgurantes las pausas hay una corriente secundaria que forma la libre combustión del cigarrillo. La corriente secundaria representa aproximadamente el 70% del humo total.

### Fenómenos químicos
La combustión incompleta del tabaco cuando se fuma un cigarrillo tiene toxinas como las siguientes:

#### Combustión
El tabaco se calienta en una zona rica en oxígeno produciendo muchos productos de oxidación como los óxidos de carbono y agua. Esta zona es rica en oxígeno y tiene una temperatura entre 700 °C y 959 °C.

#### Pirólisis
El tabaco es sobrecalentado en un área rica en hidrógeno produciendo numerosos compuestos debido a la degradación de los ingredientes del tabaco, que se recombinan y crean sustancias que no estaban previamente en el tabaco.

#### Destilación de los ingredientes del tabaco
Tiene lugar a alta temperatura y da como resultado un aerosol que atraviesa el tabaco y da un condensado que pesa unos 400-500 mg/cigarrillo.
El humo de tabaco es un aerosol denso e inestable formado de muchas partículas líquidas microscópicas en suspensión dentro de una mezcla gaseosa.
El humo de tabaco está formado por dos fases:

### Fases físicas

#### Fase gaseosa
Nitrógeno, oxígeno, argón y dióxido de carbono (que pasa del 0,03% en que se encuentra en el aire a un 13%). Junto a estos gases también se encuentran otros procedentes de la combustión y de los procesos de pirólisis y destilación:
-Monóxido de carbono;
-Hidrocarburos y sus derivados, compuestos basados en el nitrógeno (óxidos, amoníaco, nitrofenoles, ácido hidrocianídico y nitrosaminas);
-Compuestos de azufre (sulfato de hidrógeno, dióxido de azufre, etc.);

#### Fase total de partículas
Representa aproximadamente el 10% de la composición del humo.
Está formada por partículas sólidas, líquidas o semilíquidas con una concentración de unas 5 x 109 partículas/ml con tamaños entre 0,2µ y 1µ.

### Sustancias cancerígenas
En el humo de los cigarrillos de tabaco se encuentran carcinógenos para los humanos, como el arsénico, el benceno, el cadmio y el plomo.

### Sustancias radiactivas
En el humo del tabaco se encuentran sustancias radiactivas como el 210Pb y el 210Po.